# 牙生·司地克
牙生·司地克（維吾爾語：ياسىن سادىق‎，拉丁维文：Yasin Sadiq，1968年6月—），新疆哈密人，维吾尔族，中国共产党党员。中华人民共和国政治人物、第十三届全国人民代表大会新疆地区代表。

## 生平
曾任哈密地区行署副专员，中共喀什地委副书记、纪委书记；2018年1月至2021年4月，任乌鲁木齐市市长。
2021年5月，任新疆维吾尔自治区人民政府秘书长。
2018年2月24日，当选为第十三届全国人大代表。
2023年4月6日，因涉嫌严重违纪违法，主动投案。